# فابيان مورو (ملحن)
فابيان مورو (بالفرنسية: Fabien Moreau)‏ هو ملحن ومنتج أسطوانات وشخصية أعمال فرنسي، ولد في 22 مارس 1978 في كلامار في فرنسا.